# Ficedula platenae
El papamoscas de Palawan (Ficedula platenae) es una especie de ave paseriforme de la familia Muscicapidae endémica de las Filipinas.

## Distribución y hábitat
Es nativo de Palawan y las islas circundantes de las Filipinas. El papamoscas de Palawan reside en los bosques húmedos de las tierras bajas y en las colinas a un máximo de 650 m sobre el nivel del mar.  El hábitat consiste principalmente de matorrales, árboles y arbustos en la parte baja de la selva, hasta 10 m de altura, preferiblemente el sotobosque de bambú y ratán. Aunque los bosques secundarios han sido afectados, se ha reportado que esta ave es resistente a los cambios en el hábitat. Por otro lado, el ave es difícil de observar y por lo tanto está subestimado.

## Estado de conservación
El hábitat en Palawan es relativamente pequeño y se ve amenazado por la prolongada reducción como consecuencia de la minería, la deforestación y la tala ilegal. La población está creciendo rápidamente en número y se estima en 6000 a 15 000 individuos adultos. Este papamoscas ha sido declarado «vulnerable» en la Lista Roja de la UICN.